# 조조의 서주 침공
서주 침공(徐州侵攻)은 후한말의 군벌 조조가 서주자사 도겸이 자기 아버지 조숭을 죽인 것을 빌미로 서기 193년에서 194년에 걸쳐 서주에 대한 토벌을 행한 사건이다. 조조가 저지른 서주 민간인 학살에 초점을 맞춰서 서주 대학살이라는 명칭으로도 통용된다.
침공은 193년과 194년에 걸쳐 두 번 이루어졌으며, 두 번 모두 서주의 여러 고을을 점령한 조조군은 민간인을 상대로 한 학살을 저질러 모두 합해 10만 명 이상의 민간인이 사망했다.

## 배경
조조가 서주의 도겸을 공격한 배경은 조조의 아버지 조숭을 살해당한 사건에서 시작된다.
조숭은 은퇴한 이후 고향인 초(譙; 오늘날의 안휘성 보저우) 땅에 살고 있었는데, 동탁 토벌전 때 그 일대가 전쟁터가 되자 조숭은 싸우러 나간 조조를 제외한 다른 식구들을 데리고 서주의 낭야(琅邪; 오늘날의 산동성 린이)로 이사갔다. 그러던 중 조조는 연주 일대에 근거지를 마련한 군벌로 성장했고, 193년 아버지 조숭을 연주 (중국)로 모셔오려 했다. 그러나 조숭을 비롯한 조씨 가문 사람들은 연주와 서주의 주 경계 부근에서 살해당했다. 조숭의 죽음에 관해서는 두 가지 기록이 있는데, 하나는 사서인 자치통감과 도겸전, 오서에 적힌 기록으로 도겸이 조조를 두려워해 조숭을 지키라고 부하들을 보냈는데 그 부하들이 조숭의 재물을 노리고 조숭을 죽인 뒤 도망갔다는 기록이 있고 다른 기록은 곽반이 지은 필기소설집인 세어에 기반을 둔 기록으로 도겸이 부하를 보내 조숭을 죽였다고 한다. 어쨌든 조조는 아버지의 복수를 하기 위해 서주로 칼끝을 향했다.

## 제1차 서주 침공
193년 여름 또는 가을 조조는 병력 불상의 군대를 이끌고 서주를 공격하여 10개 이상의 성을 함락시켰다. 서주자사 공관 소재지인 팽성(彭城; 오늘날의 강소성 쉬저우)을 함락한 조조는 10,000 명 이상을 죽였다. 도겸은 섬성(剡; 오늘날의 산동성 린이시 담성현)으로 도망갔다.
도겸을 잡아 죽이는 데 실패하고 식량도 떨어지자 조조는 군사를 돌렸고, 철수하는 길에 취려(取慮), 수릉(睢陵), 하구(夏丘)를 약탈했다. 팽성에서 도망쳐 나온 난민들이 이들 외곽 지역으로 몰려들었었는데, 조조는 남녀 합쳐 민간인 100,000 명을 죽였고 그들의 시체로 인해 사수(泗水) 강물이 막힐 지경이었다. 조조군은 민가의 닭과 개를 잡아먹고 집을 허물어 촌락들을 폐허로 만들고 연주로 돌아갔다.

## 제2차 서주 침공
194년 봄, 조조군은 서주를 재침했고, 도겸은 청주자사 전해에게 구원을 청했다. 전해는 구원병 수천 명을 파견했는데 그 지휘관은 유비였다. 도겸은 조조의 포위망 남쪽을 뚫고자 하여, 유비를 예주자사로 추대하고 4,000 명의 군사를 그에게 딸려 보냈다. 유비는 도겸의 부하 조표와 함께 담(郯) 동쪽에 주둔했다.
조조군은 낭야와 동해(東海; 오늘날의 산동성 탄청 현 근교)를 약탈하면서, 지나가는 길에 있는 모든 것을 파괴했다. 그리고 서쪽으로 돌아가는 길에 유비가 이끄는 도겸군과 조우하여 이를 무찔렀다. 유비를 패퇴시킨 후 조조는 근처의 양륙(襄賁)도 점령했다.
조조에 의해 속수무책으로 짓밟히던 서주는, 조조의 근거지인 연주에서 장막과 진궁이 조조를 배신하여 여포를 조조와 대립하게 함으로써 살아날 수 있었다. 근거지가 여포에 의해 불안정하게 되자, 조조는 도겸에 대한 복수를 포기하고 여포를 치기 위해 군사를 돌렸다.

## 결과

### 현덕이라 불리기 시작하는 유비
조조가 돌아간 뒤 유비는 전해에게 돌아가지 않고 도겸 곁에 남아 있다가 194년 도겸이 사망하자 도겸의 유언에 의해 서주자사직을 위임받았다. 이 전쟁으로 공손찬의 부하로 떠돌던 유비는 독립 근거지를 마련하게 되고, 위험한 피난길에 오른 거대 피난민 무리의 후미에서 극소수에 병력이었으나 성공적인 보호 작전을 수행하여 현덕(玄德)이라는 호를 얻는다. 그리고 이때의 명성을 기반으로 최종적으로는 촉한을 건국하게 되는 발판이 된다.

### 조조에 관한 반감
더불어 조조의 군대가 서주에서 학살에 전념하는 사이 장막과 여포를 중심으로 연주에서 조조에 대항해 반기를 들었고, 조조는 학살에 매몰되어 장막의 세력을 막을 수가 없었고 그 결과 연주의 2개현을 제외한 전 지역이 장막의 군대가 점령하는 결과를 초례한다. 그리고 2년간에 전투끝에 조조는 간신히 연주를 되찾지만 막대한 피해를 입었고, 장막과 같이 조조를 공격하던 여포가 서주를 차지하면서 또 몇년간을 여포의 세력과 갈등하게 된다. 이때 연주가 조조에게 빠르게 반기를 든 이유로 조조가 서주에서 벌인 학살에 대한 반감의 영향을 추측하기도 한다
더불어 서주 주민들이 학살을 피해 난민이 되어 뿔뿔이 흩어졌는데 상당수가 형주와 교주 등으로 피난을 떠났고 이들 가운데 제갈근 제갈량 형제, 장소, 노숙, 태사자 등 상당수의 인재들이 조조에게 평생 적대했고, 이들이 촉한과 오나라의 건국에 크게 기여해 위나라의 중국통일을 막은 시발점이 된다. 특히 태사자의 경우 당대의 맹장이었으며 조조 휘하의 어떤 장수들보다도 싸움을 잘 해 조조가 직접 고구려산 당귀까지 선물로 줘가며 매우 공을 들여 영입하려 했던 인재였다. 또한 조조의 참모였던 진궁이 이 사건으로 인해 조조에게 크게 실망하여 조조를 배신하고 조조와 적대하게 된다.

## 같이 보기
- 조조#조조 혁신론

## 참고 자료
- Chen Shou, 三國志 (Records of the Three Kingdoms), 280s or 290s. Pei Songzhi, annotation, 429. Hong Kong: Zhonghua Publishing, 1971. 5 vols.
- de Crespigny, Rafe (2004). To Establish Peace (PDF) 1 internet판. Australian National University Faculty of Asian Studies. 2012년 3월 17일에 원본 문서 (PDF)에서 보존된 문서. 2015년 9월 10일에 확인함.
- Fan Ye, et al., 後漢書 (Book of the Later Han), 445. Beijing: Zhonghua Publishing, 1965. 12 vols.
- Sima Guang, et al., 資治通鑒 (Zizhi Tongjian), 1084. Hu Sanxing, annotation, 1286. Beijing: Zhonghua Publishing, 1956. 20 vols.
- Wu Guoqing; Mu Zhongyue. 《中國戰爭史》 [History of Chinese Warfare] 4. Beijing: Gold Wall Press.